# Rozwód
Rozwód – rozwiązanie ważnego związku małżeńskiego przez sąd na żądanie jednego lub obojga małżonków. Rozwód oprócz śmierci współmałżonka, uznania go za zmarłego i unieważnienia małżeństwa jest jedną z okoliczności kończących małżeństwo. Wśród rozwodów można wyróżnić dwa typy:
- rozwód z orzeczeniem o winie (kończący małżeństwo z winy jednego z małżonków lub obojga) – w takim przypadku sąd może zasądzić alimenty od osoby, przez którą ustaje związek małżeński na korzyść poszkodowanej osoby;
- rozwód bez orzekania o winie (za porozumieniem stron) – w tym przypadku małżonkowie zrzekają się praw roszczeniowych w stosunku do drugiej osoby.

Wycinek prasy z około 1954 roku, ogłaszający, że klarnecista Harry Parry stara się o rozwód z piosenkarką Jeannie Bradbury. Publikacja nieznana, ale opublikowana tutaj za uprzejmą zgodą archiwów Bradbury-Roper.

## Rozwód z orzeczeniem o winie
Sąd może wydać wyrok rozwodowy z orzekaniem o winie: 1) z wyłącznej winy jednej strony, 2) z winy obu stron. Sąd ustala po czyjej stronie leży wina w rozpadzie pożycia małżeńskiego, trzeba liczyć się z trwającym nawet kilka lat procesem oraz trudnymi emocjonalnie przeżyciami. Jeśli jednak uda się uzyskać orzeczenie z wyłącznej winy drugiej strony, wyłącza to możliwość dochodzenia przez „winnego małżonka” roszczeń alimentacyjnych, a w sytuacji gdy jednym z powodów rozpadu małżeństwa jest złe traktowanie wspólnych dzieci przez małżonka może to uchronić, także dzieci przed koniecznością płacenia alimentów na rzecz rodzica w przyszłości. Istnieje kilka przyczyn, które stanowią podstawę o rozwodzie z orzeczeniem o winie małżonka takie jak przemoc, zdrada itp.

## Na świecie
W wielu krajach wyrok sądu orzekający rozwód musi być poprzedzony okresem separacji.
W krajach rozwiniętych liczba rozwodów cały czas rośnie. Do krajów europejskich, w których rozpada się przynajmniej połowa małżeństw, należą Austria, Belgia, Białoruś, Czechy, Estonia, Liechtenstein, Litwa, Luksemburg, Łotwa, Norwegia, Rosja, Szwajcaria i Ukraina, a do niedawna także Szwecja i Finlandia. Obecnie prym z najwyższym odsetkiem rozwodów wiedzie Hiszpania, która w 2005 wprowadziła ustawę o tzw. rozwodach ekspresowych. Poza Europą, do krajów, w których stosunkowo dużo małżeństw kończy się rozwodami, należą Stany Zjednoczone, Kanada, Australia, Nowa Zelandia, Japonia, Korea Południowa, Kuba, Kuwejt i Zjednoczone Emiraty Arabskie.

## W Polsce
Według prawa polskiego przesłanką rozwodu jest trwały i zupełny rozkład małżeństwa (art. 56 § 1 Kodeksu rodzinnego i opiekuńczego). Poprzez zupełny rozkład małżeństwa rozumie się zerwanie więzi na płaszczyźnie fizycznej, duchowej i gospodarczej. Pojęcia te mają charakter nieostry i na przestrzeni lat były doprecyzowywane w orzecznictwie sądów, w tym Sądu Najwyższego. Mimo istnienia wszystkich przesłanek dopuszczalności rozwodu nie można go udzielić, jeżeli z jego powodu ucierpiałoby dobro małoletnich dzieci, jeżeli udzielenie rozwodu byłoby sprzeczne z zasadami współżycia społecznego (art. 56 § 2 Kodeksu rodzinnego i opiekuńczego) lub rozwodu żąda małżonek wyłącznie winny rozkładu pożycia, chyba że drugi małżonek wyrazi na to zgodę; bądź drugi małżonek nie wyraził zgody na rozwód, ale odmowa byłaby sprzeczna z zasadami współżycia społecznego.
W wypadku zgodnego wniosku małżonków o rozwiązanie małżeństwa bez konieczności rozstrzygania o winie za rozkład pożycia i przy braku małoletnich dzieci, niektórzy prawnicy sugerują umożliwienie przeprowadzenia rozwodu w drodze umowy zawieranej w formie aktu notarialnego.

### Statystyczny rejestr rozwodów w Polsce
Dane GUS:
| rok  | liczba rozwodów                                   |
| ---- | ------------------------------------------------- |
| 1950 | 11 tys.                                           |
| 1960 | 14,8 tys.                                         |
| 1970 | 34,6 tys.                                         |
| 1980 | 39,8 tys.                                         |
| 1990 | 42,4 tys.                                         |
| 2000 | 42,8 tys.                                         |
| 2001 | 45 tys.                                           |
| 2002 | 45 tys.                                           |
| 2003 | 49 tys.                                           |
| 2004 | 56 tys.                                           |
| 2005 | 67,6 tys.                                         |
| 2006 | 71,9 tys.                                         |
| 2007 | 66,6 tys. (26,8% liczby nowo zawartych małżeństw) |
| 2008 | 65,5 tys. (25,4% liczby nowo zawartych małżeństw) |
| 2009 | 65,3 tys. (26% liczby nowo zawartych małżeństw)   |
| 2010 | 61,3 tys. (26,9% liczby nowo zawartych małżeństw) |
| 2011 | 64,6 tys. (31,4% liczby nowo zawartych małżeństw) |
| 2012 | 64,4 tys. (31,6% liczby nowo zawartych małżeństw) |
| 2013 | 66,1 tys. (36,7% liczby nowo zawartych małżeństw) |
| 2014 | 67,5 tys.                                         |
| 2015 | 67,3 tys. (35,6% liczby nowo zawartych małżeństw) |
| 2016 | 63,5 tys.                                         |
| 2017 | 65,3 tys.                                         |
| 2018 | 62,8 tys.                                         |
| 2019 | 65,3 tys.                                         |
| 2020 | 51,2 tys.                                         |
| 2021 | 60,7 tys.                                         |
| 2022 | 60,2 tys.                                         |

### Przyczyny rozwodów w 2021
- niedochowanie wierności małżeńskiej: wyłącznie 4,85%, w połączeniu z innymi przyczynami 14,3%;
- niezgodność charakterów: wyłącznie 28,51%, w połączeniu z innymi przyczynami 20,92%;
- nadużywanie alkoholu: wyłącznie 2,45%, w połączeniu z innymi przyczynami 10,9%;
- problemy finansowe: wyłącznie 0,51%, w połączeniu z innymi przyczynami 7,41%;
- naganny stosunek do członków rodziny: wyłącznie 0,8%, w połączeniu z innymi przyczynami 4,08%;
- trudności mieszkaniowe: wyłącznie 0,07%, w połączeniu z innymi przyczynami 0,98%;
- dłuższa nieobecność: wyłącznie 0,96%, w połączeniu z innymi przyczynami 0,58%;
- różnice światopoglądowe: wyłącznie 0,38%, w połączeniu z innymi przyczynami 0,21%;
- niedobór seksualny: wyłącznie 0,14%, w połączeniu z innymi przyczynami 0,16%;
- inne: 1,78%[7]

W 66,6% przypadków powództwo wnosiła kobieta. 80% rozwodów nie kończy się orzekaniem o winie. Prawie cztery razy częściej rozwodzą się mieszkańcy miast niż osoby mieszkające na wsi.
Statystyki wskazują, jak dużą grupę wśród rozwodzących się stanowią bardzo młodzi małżonkowie. W 2021 roku 36% rozwodzących się mężczyzn stanowili panowie pomiędzy 25. a 29. rokiem życia, a 44% kobiet panie w wieku 20 do 24 lat.

## Czas oczekiwania na prawomocny wyrok rozwodowy
Z danych statystycznych roku 2021 wynika, że od wniesienia powództwa o rozwód do prawomocnego orzeczenia najczęściej mija od 7 do 11 miesięcy (28% orzeczonych rozwodów). W 13 719 (22%) przypadkach małżonkowie musieli czekać od 2 do 3 miesięcy. Przy 4349 rozwodach sąd orzekł o rozwiązaniu małżeństwa już po upływie jednego miesiąca od wniesienia powództwa. Okres oczekiwania na prawomocny wyrok rozwodowy wynosił rok przy 10849 wniesionych pozwów, a w 3968 przypadkach dwa lub więcej lat.

## Skutki
Do niektórych skutków powiązanych z rozwodem należą problemy szkolne, behawioralne i psychologiczne. Chociaż nie zawsze musi tak być, badania sugerują, że dzieci z rozwiedzionych rodzin częściej wykazują pewne problemy behawioralne niż te z rodzin, w których nie doszło do rozwodu. Nie można również zapominać o skutkach materialnych, związanych z obowiązkami alimentacyjnymi (choć mają one mieć na względzie przede wszystkim dobro dziecka), podziałem majątku oraz np. spłatą kredytu, w szczególności spłatą kredytu hipotecznego.

### Wpływ na dzieci

#### Problemy psychiczne
Rozwód wiąże się z gorszym samopoczuciem psychicznym dzieci rozwiedzionych rodziców, w tym większym poczuciem niezadowolenia, mniejszą satysfakcją z życia, mniejszym poczuciem wpływu na własne życie, lękiem, depresją i częstszym korzystaniem z usług służby zdrowia psychicznego. Wiele dowodów wskazuje na to, że istnieje związek przyczynowy między rozwodem a tymi problemami.
Badanie przeprowadzone w Szwecji przez Centre for Health Equity Studies na Uniwersytecie Sztokholmskim (Instytut Karolinska), opublikowane w Journal of Epidemiology & Community Health wykazało, że dzieci mieszkające tylko z jednym rodzicem po rozwodzie cierpią na więcej dolegliwości, takich jak bóle głowy, bóle brzucha, uczucie napięcia i smutku, niż te, których rodzice sprawują opiekę nad dzieckiem wspólnie.
Dzieci zamieszane w mocno konfliktowe sprawy rozwodowe lub sprawy o prawo do opieki nad dzieckiem mogą doświadczać różnych form alienacji rodzicielskiej, którą sądy często uznają za formę znęcania się nad dzieckiem. Szczególne przykłady alienacji rodzicielskiej obejmują tzw. pranie mózgu dziecka, aby zaprzestało relacji z drugim rodzicem, przekonywanie dziecka, że drugi rodzic go nie kocha, uczenie dziecka nazywania innego dorosłego rodzicem w celu zastąpienia drugiego rodzica, ograniczanie komunikacji między dzieckiem a drugim rodzicem oraz ograniczanie czasu spędzanego przez dziecko z drugim rodzicem. W przypadku, gdy dowody wskazują na to, że rodzic aktywnie alienuje dziecko od drugiego rodzica, jego szanse na uzyskanie prawa do opieki nad dzieckiem mogą być drastycznie zmniejszone.

#### Problemy szkolne
Często dzieci, które doświadczyły rozwodu, mają gorsze wyniki w nauce niż dzieci z rodzin, w których do rozwodu nie doszło. W opracowaniu dotyczącym czynników rodzinnych i szkolnych związanych z wynikami w nauce nastolatków zauważono, że prawdopodobieństwo porzucenia szkoły średniej przez dziecko z rozwiedzionej rodziny jest dwa razy większe niż w przypadku dziecka z rodziny nierozwiedzionej. Takie dzieci z rozwiedzionych rodzin mogą również rzadziej podejmować studia, co prowadzi do przerwania ich edukacji.
Dzieci rozwiedzionych rodziców osiągają również niższy poziom statusu społeczno-ekonomicznego, niższe dochody i mniejszy majątek niż dzieci rodziców pozostających w stałym związku małżeńskim. Wyniki te wiążą się z gorszym wykształceniem.

## Opinia publiczna
Wyniki przeprowadzonej w roku 2011 przez Fundację Mamy i Taty kampanii społecznej pokazały, że 84% Polaków uważa zjawisko rosnącej liczby rozwodów za drugi po narkomanii (91%) poważny problem społeczny. Poza tym wykazano, iż w wyniku trwającej półrocznej kampanii wzrosła z 68% do 78% liczba osób deklarujących świadomość negatywnego wpływu rozwodu na stan zdrowia dziecka oraz z 67% do 73% wzrosła liczba osób uważających, że obecnie ludzie zbyt pochopnie podejmują decyzję o rozwodzie.

## Rozwód a religia

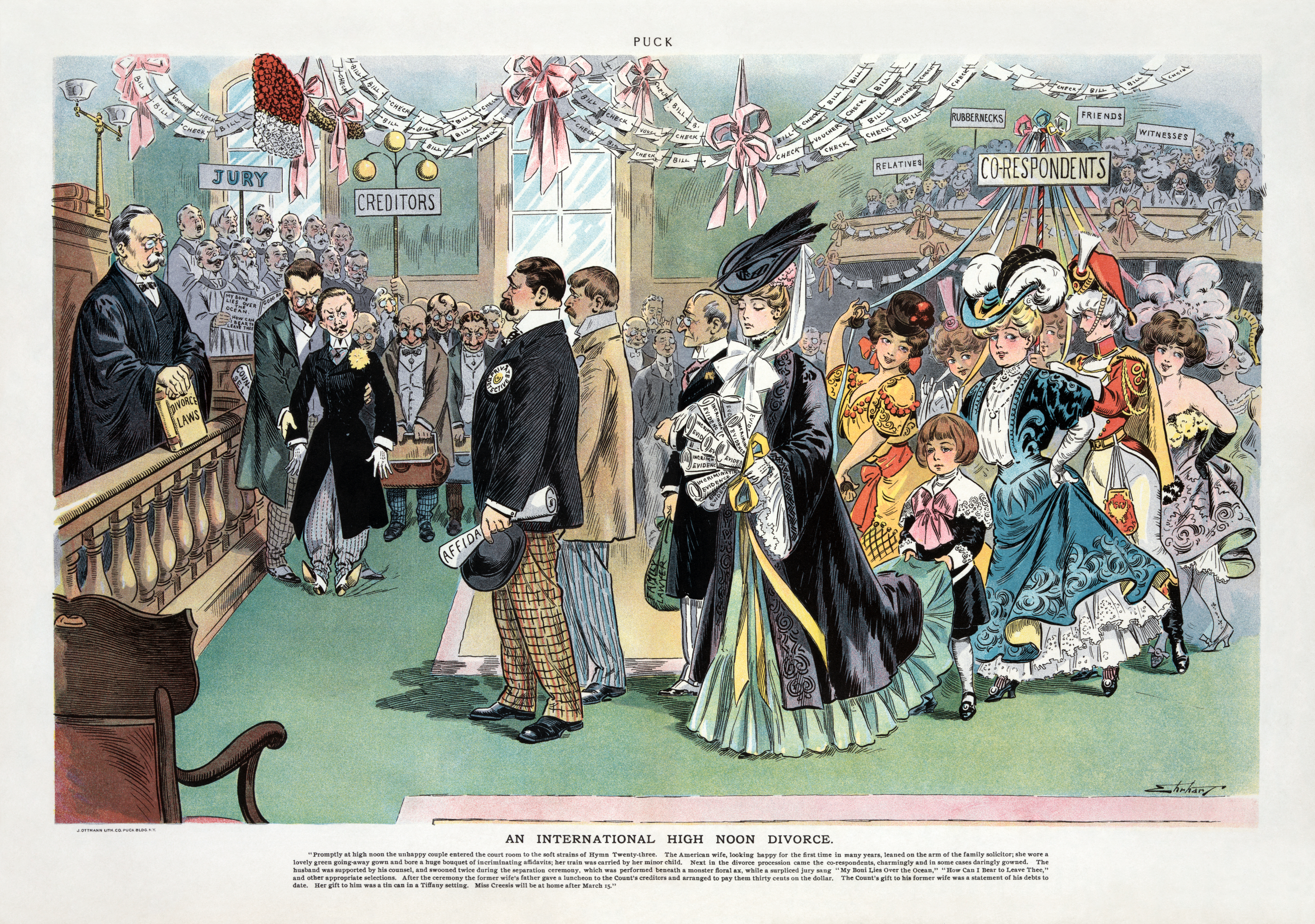
Ilustracja parodiuje cyrkową atmosferę procesu rozwodowego Anny Gould z Boni de Castellane (Anna trzyma bukiet wykonany z aktu oskarżenia przeciwko mężowi)

### Chrześcijaństwo

#### Kościół katolicki
Kościół katolicki nie przewiduje możliwości rozwodu w przypadku zawarcia ślubu kościelnego; istnieje jedynie możliwość stwierdzenia nieważności małżeństwa w dowolnym czasie jego trwania. Oznacza to w przypadku par, które zawarły ślub kościelny i cywilny, że po rozwodzie – uzyskanym na gruncie prawa świeckiego – ich małżeństwo (w rozumieniu prawa kanonicznego) wciąż trwa, a więc ponowne zawarcie ślubu kościelnego jest niemożliwe.

#### Prawosławie
Religia Prawosławna zezwala na wzięcie rozwodu i ponowne małżeństwo. Mimo to nie pochwala takich decyzji i akcentuje nierozerwalność związku małżeńskiego. Uzasadnienie znajdujące się w Cerkwi: 
„Ponieważ małżeński związek chrześcijan jest sakramentem i obrazem więzi między Chrystusem a Kościołem, to prawdziwy związek małżeński może być tylko jeden, tak jak Chrystus ma tylko jedną Oblubienicę – Cerkiew, a Cerkiew – tylko jednego Oblubieńca Chrystusa […] Stąd mądrość Prawosławnej Cerkwi jest w tym, że ona dla wszystkich chrześcijan za prawdziwe uznaje jedno małżeństwo. Na drugie małżeństwo zezwala ze względu na wyrozumiałość względem ludzkiej słabości, a na trzecie zezwala niechętnie, z pokutą, jako nie wolne od grzechu, zapobiegając tym nieidealnym rozwiązaniem większemu złu – cudzołóstwu (współżyciu poza małżeństwem)”.
Przyczyny na mocy których można orzec rozwód według Rosyjskiej Cerkwi Prawosławnej:
1. apostazja od wiary prawosławnej,
2. cudzołóstwo i czyny przeciwne naturze,
3. uprzednia impotencja,
4. choroby: trąd i syfilis,
5. zaginięcie jednego z małżonków – nieobecność powyżej trzech lat,
6. skazanie na karę, połączoną z utratą praw cywilnych,
7. zagrożenie dla życia małżonka lub potomstwa,
8. współżycie z członkami rodziny, sutenerstwo i czerpanie korzyści z nierządu współmałżonka,
9. zawarcie drugiego małżeństwa,
10. nieuleczalne zaburzenie psychiczne, które nie pozwala na kontynuowanie życia małżeńskiego,
11. porzucenie przez współmałżonka, które nie pozwala na kontynuowanie małżeństwa.

#### Protestantyzm
Stanowisko Kościołów i teologów protestanckich względem warunków dopuszczalności rozwodu i ponownego zawarcia małżeństwa nie jest jednolite. Istnieją dwie klauzule rozwodowe: porzucenie przez niewierzącego oraz w przypadku cudzołóstwa.

#### Świadkowie Jehowy
Świadkowie Jehowy wystrzegają się rozwodów. Uznają, że według Biblii małżeństwo rozwiązuje śmierć współmałżonka. Za jedyny powód do rozwodu, umożliwiającego później zawarcie kolejnego małżeństwa, uznają cudzołóstwo jednej ze stron (Mt 19:9). Niewierność drugiej strony, daje stronie wiernej prawo do decyzji o rozwodzie i później o możliwości zawarcia kolejnego małżeństwa.

### Judaizm
Według judaizmu rozwód jest przywilejem męża i następuje po orzeczeniu sądu rabinackiego (bejt din). Polega na wręczeniu listu rozwodowego przez męża (get) w języku aramejskim. Jeżeli mąż żąda rozwodu, a żona nie wyraża na niego zgody, decyzję podejmuje bejt din, w sytuacji odwrotnej sąd nie może tego wymusić, ale jego członkowie mogą próbować skłonić męża do zmiany zdania. Kobieta, której mąż odmawia zgody na rozwód albo zaginął, nie może ponownie wyjść za mąż. Żyd z rodu kohenów nie może poślubić rozwódki. Poza Izraelem żona, której mąż odmawia rozwodu, nie ma możliwości formalnego rozwiązania małżeństwa religijnego. Jeśli ponownie zawrze ona ślub świecki, dzieci z tego związku traktowane są jako nieślubne (mamzerzy), co ogranicza ich prawa w judaizmie.

### Islam
W islamie zgodnie z prawem koranicznym talak może nastąpić z trzech powodów: upływ czasu, na jaki małżeństwo zostało zawarte (o ile czas ten określony został w umowie małżeńskiej); rozwód oraz apostazja jednego ze współmałżonków. Rozwód może być przeprowadzony przez mężczyznę, niezależnie od powodu. W takim wypadku przeprowadzony jest poprzez trzykrotne wypowiedzenie formuły Rozwodzę się z tobą.